# حكومة يوسف الشاهد
حكومة يوسف الشاهد هي حكومة تونسية برئاسة يوسف الشاهد. تحصلت على ثقة مجلس نواب الشعب في 26 أغسطس 2016 وأدت اليمين الدستورية يوم 27 أغسطس. انتهت مهامها يوم 27 فبراير 2020 عند تسليم مهامها لحكومة إلياس الفخفاخ.

يعتبر يوسف الشاهد بعد منح حكومته الثقة، أصغر رئيس حكومة في تاريخ الدولة التونسية منذ الاستقلال.

## التكوين واتفاق قرطاج
في 2 يونيو 2016، أعلن الرئيس الباجي قائد السبسي في حوار تلفزي عن إمكانية تكوين حكومة وحدة وطنية لأن تونس في حاجة إليها في ظل الصعوبات التي تواجهها على المستوى الاقتصادي والأمني والاجتماعي والسياسي، مشددا في نفس الوقت على أن حكومة الحبيب الصيد قد أدت واجبها بالإمكانيات المتاحة لها ونجحت في جزء كبير من مقاومة خطر الإرهاب المحدق بالبلاد، وأضاف أن حكومة الوحدة الوطنية يجب عليها أن تظم طيف واسع من الأحزاب السياسية وكذلك الاتحاد العام التونسي للشغل والاتحاد التونسي للصناعة والتجارة والصناعات التقليدية. 

في 9 يونيو، بدأت المشاورات حول مبادرة رئيس الجمهورية وذلك في قصر قرطاج الرئاسي تحت إشراف السبسي وبمشاركة العديد من الأحزاب السياسية والنقابات. توالت الاجتماعات في قصر قرطاج وخارجه بين الأحزاب للتشاور ووضع أولويات وبرنامج لهذه الحكومة. 

في 13 يوليو، أقيم حفل توقيع «اتفاق قرطاج» في قصر قرطاج من قبل رؤساء 9 أحزاب وثلاث منظمات وطنية وهي حركة النهضة ونداء تونس ومشروع تونس والاتحاد الوطني الحر وآفاق تونس وحركة الشعب والمبادرة الوطنية الدستورية والحزب الجمهوري والمسار الديمقراطي الاجتماعي والمنظمات هي الاتحاد العام التونسي للشغل والاتحاد التونسي للصناعة والتجارة والصناعات التقليدية والاتحاد التونسي للفلاحة والصيد البحري. 

في 30 يوليو، سحب مجلس نواب الشعب الثقة من حكومة الحبيب الصيد ب118 صوت ضد تجديد الثقة لها مقابل 3 أصوات مع و22 محتفظ، وكان مجموع المصوتين 148 نائب حيث أن المعارضة رفضت المشاركة في التصويت. 

في 3 أغسطس، أعلن السبسي تكليف القيادي الشاب في نداء تونس يوسف الشاهد لرئاسة الحكومة، وبدأت بعدها مشاورات من قبل الشاهد مع الأحزاب والمنظمات لتكوين تشكيلة الحكومة الجديدة. 

في 20 أغسطس، أعلن يوسف الشاهد عن تشكيلة حكومته الجديدة المتكونة من 26 وزيرا و14 كاتب دولة من بينهم 8 نساء و14 شابا وشابة. 

في 26 أغسطس، منح مجلس نواب الشعب ثقته لحكومة يوسف الشاهد ب167 صوتا من 1جمالي 194 نائبا فيما اعترض 22 نائبا واحتفظ 5 بأصواتهم. 

في 27 أغسطس، أدى أعضاء حكومة يوسف الشاهد اليمين الدستورية أمام رئيس الجمهورية الباجي قائد السبسي في قصر قرطاج.
| الكتلة  | الكتلة                        | مع  | ضد | محايد (محتفظ) | المجموع    |
| ------- | ----------------------------- | --- | -- | ------------- | ---------- |
|         | حركة النهضة                   | 59  | 0  | 0             | 59 من 69   |
|         | نداء تونس                     | 59  | 0  | 2             | 61 من 67   |
|         | الكتلة الحرة (مشروع تونس)     | 24  | 0  | 0             | 24 من 25   |
|         | الجبهة الشعبية                | 0   | 14 | 1             | 15 من 15   |
|         | الاتحاد الوطني الحر           | 12  | 0  | 0             | 12 من 12   |
|         | آفاق تونس                     | 9   | 0  | 0             | 9 من 10    |
|         | الكتلة الاجتماعية الديمقراطية | 2   | 3  | 0             | 5 من 7     |
|         | غير المنتمين                  | 2   | 5  | 2             | 9 من 12    |
| المجموع | المجموع                       | 167 | 22 | 5             | 194 من 217 |

## السياسة

### مكافحة الفساد
في 23 مايو، أعلن يوسف الشاهد عن بداية عملية كبيرة لمكافحة الفساد سماها «الحرب على الفساد»، بدأت بإيقاف رجل الأعمال شفيق الجراية، وتلاه العديد من رجال الأعمال وشخصيات أخرى مثل المرشح الرئاسي السابق ياسين الشنوفي والإعلامي سمير الوافي، كما تم مصادرة أموال وأملاك السياسي ورجل الأعمال سليم الرياحي. هذه العملية التي كان يحضر لها سرا منذ أشهر، لاقت ترحيبا ودعما كبيرين من قبل التونسيين. أعلن أنه سيواصل إلى النهاية في حربه ضد الفساد، تحقيقا لأهداف الثورة التونسية، وللمساهمة في إنعاش الاقتصاد التونسي. أكد الشاهد في 20 يوليو أمام مجلس نواب الشعب أنه يتعهد بمواصله جهود الحكومة في مقاومة الفساد، كاشفا بأن هذه العملية قادت إلى مصادرة حوالي 700 مليون دينار تونسي (290 مليون دولار أمريكي) إضافة إلى مطالبة الدولة من القضاء بتوقيع غرامات تصل إلى 2.7 مليار دينار (1.12 مليار دولار).

## التشكيلة الأولى للحكومة

### الوزراء
| الصورة | الحقيبة الوزارية                              | الاسم              |  | الحزب                       |
| ------ | --------------------------------------------- | ------------------ |  | --------------------------- |
|        | رئيس الحكومة                                  | يوسف الشاهد        |  | نداء تونس                   |
|        | وزير الداخلية                                 | الهادي المجدوب     |  | مستقل                       |
|        | وزير الدفاع الوطني                            | فرحات الحرشاني     |  | مستقل                       |
|        | وزير العدل                                    | غازي الجريبي       |  | مستقل                       |
|        | وزير الشؤون الخارجية                          | خميس الجهيناوي     |  | نداء تونس                   |
|        | وزيرة المالية                                 | لمياء الزريبي      |  | مستقل                       |
|        | وزير الشؤون الدينية                           | عبد الجليل بن سالم |  | مستقل                       |
|        | وزير التنمية والاستثمار والتعاون الدولي       | فاضل عبد الكافي    |  | مستقل                       |
|        | وزير التربية                                  | ناجي جلول          |  | نداء تونس                   |
|        | وزير التعليم العالي والبحث العلمي             | سليم خلبوس         |  | مستقل                       |
|        | وزير التشغيل والتكوين المهني                  | عماد الحمامي       |  | حركة النهضة                 |
|        | وزيرة الصحة                                   | سميرة مرعي         |  | آفاق تونس                   |
|        | وزير الشؤون المحلية والبيئة                   | رياض الموخر        |  | آفاق تونس                   |
|        | وزير الشؤون الاجتماعية                        | محمد الطرابلسي     |  | مستقل                       |
|        | وزير الثقافة                                  | محمد زين العابدين  |  | مستقل                       |
|        | وزيرة المرأة والأسرة والطفولة                 | نزيهة العبيدي      |  | مستقل                       |
|        | وزير الصناعة والتجارة                         | زياد العذاري       |  | حركة النهضة                 |
|        | وزيرة الطاقة والمناجم والطاقات المتجددة       | هالة شيخ روحو      |  | مستقل                       |
|        | وزيرة شؤون الشباب والرياضة                    | ماجدولين الشارني   |  | مستقل                       |
|        | وزير النقل                                    | أنيس غديرة         |  | نداء تونس                   |
|        | وزير الفلاحة والموارد المائية والصيد البحري   | سمير الطيب         |  | المسار الديمقراطي الاجتماعي |
|        | وزير التجهيز والإسكان والتهيئة الترابية       | محمد صالح العرفاوي |  | مستقل                       |
|        | وزيرة السياحة والصناعات التقليدية             | سلمى اللومي الرقيق |  | نداء تونس                   |
|        | وزير تكنولوجيات الاتصال والاقتصاد الرقمي      | أنور معروف         |  | حركة النهضة                 |
|        | وزير الوظيفة العمومية والحوكمة ومكافحة الفساد | عبيد البريكي       |  | مستقل                       |

### وزراء معتمدون
| الصورة | الحقيبة الوزارية                                                | معتمد لدى     | الاسم           |  | الحزب              |
| ------ | --------------------------------------------------------------- | ------------- | --------------- |  | ------------------ |
|        | وزير العلاقة مع الهيئات الدستورية والمجتمع المدني وحقوق الإنسان | رئاسة الحكومة | إياد الدهماني   |  | الحزب الجمهوري     |
|        | وزير مكلف بالعلاقة مع مجلس نواب الشعب                           | رئاسة الحكومة | المهدي بن غربية |  | التحالف الديمقراطي |

### كتاب الدولة
| الصورة | الحقيبة الوزارية                                  | معتمد لدى                                   | الاسم            |  | الحزب       |
| ------ | ------------------------------------------------- | ------------------------------------------- | ---------------- |  | ----------- |
|        | كاتب دولة للشؤون المحلية والبيئة                  | وزير الشؤون المحلية والبيئة                 | شكري بن حسن      |  | نداء تونس   |
|        | كاتب دولة للمناجم                                 | وزيرة الطاقة والمناجم والطاقات المتجددة     | هاشم الحميدي     |  | مستقل       |
|        | كاتب دولة مكلف بالتجارة                           | وزير الصناعة والتجارة                       | فيصل الحفيان     |  | نداء تونس   |
|        | كاتب دولة للنقل                                   | وزير النقل                                  | هشام بن أحمد     |  | آفاق تونس   |
|        | كاتب دولة مكلف بأملاك الدولة والشؤون العقارية     | وزيرة المالية                               | مبروك كرشيد      |  | مستقل       |
|        | كاتبة دولة مكلفة بالشباب                          | وزيرة شؤون الشباب والرياضة                  | فاتن القلال      |  | آفاق تونس   |
|        | كاتب دولة مكلف بالرياضة                           | وزيرة شؤون الشباب والرياضة                  | عماد جبري        |  | نداء تونس   |
|        | كاتب دولة مكلف بالاقتصاد الرقمي                   | وزير تكنولوجيات الاتصال والاقتصاد الرقمي    | حبيب الدبابي     |  | حركة النهضة |
|        | كاتب دولة مكلف بالبحث العلمي                      | وزير التعليم العالي والبحث العلمي           | خليل العميري     |  | حركة النهضة |
|        | كاتب دولة مكلف بالإنتاج الفلاحي                   | وزير الفلاحة والموارد المائية والصيد البحري | عمر الباهي       |  | مستقل       |
|        | كاتبة دولة مكلفة بالتكوين المهني والمبادرة الخاصة | وزير التشغيل والتكوين المهني                | سيدة الونيسي     |  | حركة النهضة |
|        | كاتب دولة                                         | وزير الشؤون الخارجية                        | صبري بشطبجي      |  | مستقل       |
|        | كاتب دولة مكلف بالموارد المائية والصيد البحري     | وزير الفلاحة والموارد المائية والصيد البحري | عبد الله الرابحي |  | مستقل       |
|        | كاتب دولة مكلف بالهجرة وبشؤون التونسيين بالخارج   | وزير الشؤون الخارجية                        | رضوان عيارة      |  | نداء تونس   |

## التحويرات الوزارية

### تغييرات فردية
أقيل وزير الشؤون الدينية عبد الجليل بن سالم في 4 نوفمبر 2016 بسبب «مسه بمبادئ وثوابت الديبلوماسية التونسية» بعد تصريحاته التي تربط بين الوهابية السعودية والإرهاب. وزير العدل غازي الجريبي عين في مكانه بالنيابة، وذلك حتى تعيين وزير جديد. 

في 30 أبريل 2017، تم إقالة كل وزيرة المالية لمياء الزريبي ووزير التربية ناجي جلول، وعوضا مؤقتا على التوالي بوزير التنمية والاستثمار والتعاون الدولي فاضل عبد الكافي ووزير التعليم العالي والبحث العلمي سليم خلبوس.

في 6 يونيو 2018، أقيل وزير الداخلية لطفي براهم وعوضه مؤقتا وزير العدل غازي الجريبي. في 24 يوليو، عين هشام الفراتي وزيرا للداخلية وأدى اليمين الدستورية في 30 يوليو.

في 14 يوليو 2018، قدم الوزير لدى رئيس الحكومة المكلف بالعلاقة مع الهيئات الدستورية والمجتمع المدني ومنظمات حقوق الإنسان مهدي بن غربية استقالته.

في 31 أغسطس 2018، قرر يوسف الشاهد إقالة وزير الطاقة والمناجم خالد قدور وكاتب الدولة للمناجم هاشم الحميدي، وقرر إلحاق الوزارة بمصالح رئاسة الحكومة.

### تحوير 25 فبراير 2017
في 25 فبراير 2017، أجرى يوسف الشاهد تحويرا وزاريا عين بمقتضاه خليل الغرياني وزيرا للوظيفة العمومية والحوكمة ومكافحة الفساد خلفا لعبيد البريكي، بينما عين أحمد عظوم وزيرا للشؤون الدينية. من جهة أخرى، عين عبد اللطيف حمام في منصب كاتب دولة لدى وزير التجارة مكلفا بالتجارة، وذلك خلفا لفيصل الحفيان الذي عين في نفس الوقت مستشارا لرئيس الحكومة. في 2 مارس 2017، رفض خليل الغرياني المنصب المقترح عليه، وقرر رئيس الحكومة على إثره إلغاء وزارة الوظيفة العمومية.
| الصورة | المنصب                                        | الاسم                                    | الحزب | الحزب |
| ------ | --------------------------------------------- | ---------------------------------------- | ----- | ----- |
|        | وزير الوظيفة العمومية والحوكمة ومكافحة الفساد | خليل الغرياني (رفض المنصب وحذفت الوزارة) |       | مستقل |
|        | وزير الشؤون الدينية                           | أحمد عظوم                                |       | مستقل |
|        | كاتب دولة لدى وزير التجارة مكلف بالتجارة      | عبد اللطيف حمام                          |       | مستقل |

### تحوير 6 سبتمبر 2017
أعلن يوسف الشاهد في 6 سبتمبر 2017 عن تحوير وزاري شمل 10 وزارات وتكوين وزارة جديدة خاصة بالإصلاحات الكبرى، إضافة إلى فصل وزارتي التجارة والصناعة، ونقل كتابة الدولة لأملاك الدولة إلى رتبة وزارة. عدد الوزراء انتقل إذا من 25 إلى 28. عاد إلى الحكومة وزراء قدامى مثل سليم شاكر وعبد الكريم الزبيدي ورضا شلغوم وحاتم بن سالم. إلى جانب هؤلاء تم تعيين أربعة وزراء جدد هم خالد قدور ولطفي براهم وتوفيق الراجحي وفوزي عبد الرحمان وثلاثة كتاب دولة أصبحوا وزراء هم عمر الباهي ورضوان عيارة ومبروك كرشيد. 

عدد كتابات الدولة انتقل من 14 إلى 15 مسجلة مغادرة شخصيتين إثنتين (عبد اللطيف حمام وفاتن القلال) وثلاثة آخرين أصبحوا وزراء. 6 كتاب دولة جدد تم تعيينهم. 

تحصل الوزراء على ثقة مجلس نواب الشعب يوم 11 سبتمبر، وأدوا اليمين الدستورية من الغد.
| الصورة | المنصب                                                               | الاسم                   | الحزب | الحزب       |
| ------ | -------------------------------------------------------------------- | ----------------------- | ----- | ----------- |
|        | وزير الداخلية                                                        | لطفي براهم              |       | مستقل       |
|        | وزير الدفاع الوطني                                                   | عبد الكريم الزبيدي      |       | مستقل       |
|        | وزير المالية                                                         | رضا شلغوم               |       | مستقل       |
|        | وزير التنمية والاستثمار والتعاون الدولي                              | زياد العذاري            |       | حركة النهضة |
|        | وزير التربية                                                         | حاتم بن سالم            |       | مستقل       |
|        | وزير التكوين المهني والتشغيل                                         | فوزي عبد الرحمان        |       | آفاق تونس   |
|        | وزير الصحة                                                           | سليم شاكر               |       | نداء تونس   |
|        | وزير التجارة                                                         | عمر الباهي              |       | مستقل       |
|        | وزير الصناعة والمؤسسات الصغرى والمتوسطة                              | عماد الحمامي            |       | حركة النهضة |
|        | وزير الطاقة والمناجم والطاقات المتجددة                               | خالد قدور               |       | مستقل       |
|        | وزير النقل                                                           | رضوان عيارة             |       | نداء تونس   |
|        | وزير أملاك الدولة                                                    | مبروك كرشيد             |       | مستقل       |
|        | وزير لدى رئيس الحكومة مكلف بمتابعة الإصلاحات الكبرى                  | توفيق الراجحي           |       | حركة النهضة |
|        | كاتب دولة لدى وزير الخارجية مكلف بالديبلوماسية الاقتصادية            | حاتم شهر الدين الفرجاني |       | نداء تونس   |
|        | كاتب دولة لدى وزير الصناعة والمؤسسات الصغرى والمتوسطة                | سليم الفرياني           |       | نداء تونس   |
|        | كاتب دولة لدى وزير التجارة مكلف بالتجارة الخارجية                    | هشام بن أحمد            |       | آفاق تونس   |
|        | كاتبة دولة لدى وزير الصحة                                            | سنية بالشيخ             |       | مستقل       |
|        | كاتبة دولة لدى وزير النقل                                            | سارة رجب                |       | مستقل       |
|        | كاتب دولة لدى وزير الشؤون الاجتماعية مكلف بالهجرة والتونسيين بالخارج | عادل الجربوعي           |       | نداء تونس   |
|        | كاتب دولة لدى وزير شؤون الشباب والرياضة مكلف بالشباب                 | عبد القدوس السعداوي     |       | آفاق تونس   |

### تحوير 18 نوفمبر 2017
في 8 أكتوبر 2017، توفي وزير الصحة سليم شاكر إثر نوبة قلبية، فتم في 6 نوفمبر تعيين وزير الشؤون الاجتماعية محمد الطرابلسي على رأس الوزارة بالنيابة حتى تعيين وزير جديد، وهو ما تم في 18 نوفمبر أين عين وزير الصناعة عماد الحمامي في منصب وزير الصحة، بينما أصبح كاتب الدولة للصناعة سليم الفرياني وزيرا للصناعة.
| الصورة | المنصب                                  | الاسم         | الحزب | الحزب       |
| ------ | --------------------------------------- | ------------- | ----- | ----------- |
|        | وزير الصحة                              | عماد الحمامي  |       | حركة النهضة |
|        | وزير الصناعة والمؤسسات الصغرى والمتوسطة | سليم الفرياني |       | نداء تونس   |

### تحوير 5 نوفمبر 2018
في هذا التحوير الوزاري، تم تعيين أحد عشر عضوا جديدا وتغيير مناصب سبعة أعضاء من الحكومة. المغادرين للحكومة هم غازي الجريبي وعماد الحمامي ورياض المؤخر ومبروك كرشيد وماجدولين الشارني وفوزي عبد الرحمان وسلمى اللومي الرقيق ومحمد صالح العرفاوي والمهدي بن غربية.

تحصل الوزراء على ثقة مجلس نواب الشعب في 12 نوفمبر، وأدوا اليمين الدستورية في 14 نوفمبر 2018.
| الصورة | المنصب                                                                                 | الاسم             | الحزب | الحزب       |
| ------ | -------------------------------------------------------------------------------------- | ----------------- | ----- | ----------- |
|        | وزير العدل                                                                             | محمد كريم الجموسي |       | مستقل       |
|        | وزير الوظيفة العمومية وتحديث الإدارة والسياسات العمومية                                | كمال مرجان        |       | المبادرة    |
|        | وزير الصحة                                                                             | عبد الرؤوف الشريف |       | مشروع تونس  |
|        | وزير الشؤون المحلية والبيئة                                                            | مختار الهمامي     |       |             |
|        | وزير أملاك الدولة والشؤون العقارية                                                     | الهادي الماكني    |       | نداء تونس   |
|        | وزيرة الشباب والرياضة                                                                  | سنية بالشيخ       |       | مستقل       |
|        | وزير التكوين المهني والتشغيل                                                           | سيدة الونيسي      |       | حركة النهضة |
|        | وزير سياحة والصناعات التقليدية                                                         | روني الطرابلسي    |       | مستقل       |
|        | وزير النقل                                                                             | هشام بن أحمد      |       | آفاق تونس   |
|        | وزير التجهيز والإسكان والتهيئة الترابية                                                | نور الدين السالمي |       |             |
|        | وزير لدى رئيس الحكومة مكلف بالهجرة والتونسيين بالخارج                                  | رضوان عيارة       |       | نداء تونس   |
|        | وزير لدى رئيس الحكومة مكلف بالعلاقة مع الهيئات الدستورية والمجتمع المدني وحقوق الإنسان | محمد الفاضل محفوظ |       | مشروع تونس  |
|        | وزير لدى رئيس الحكومة مكلف بالاقتصاد الاجتماعي والتضامني                               | شكري بن حسن       |       | نداء تونس   |
|        | كاتب دولة لدى وزير الصناعة والمؤسسات الصغرى والمتوسطة مكلف بالمؤسسات الصغرى والمتوسطة  | حبيب الدبابي      |       | حركة النهضة |
|        | كاتب دولة لدى وزير النقل                                                               | عادل الجربوعي     |       | نداء تونس   |
|        | كاتب دولة لدى وزيرة الشباب والرياضة مكلف بالرياضة                                      | أحمد قعلول        |       | حركة النهضة |
|        | كاتبة دولة لدى وزير الشؤون المحلية والبيئة                                             | بسمة الجبالي      |       | حركة النهضة |
|        | كاتب دولة لدى وزير التجارة مكلف بالتجارة الداخلية                                      | سمير بشوال        |       |             |

## التشكيلة الحالية للحكومة بعد كل التحويرات

### الوزراء
| الصورة | الحقيبة الوزارية                                        | الاسم              |  | الحزب                       |
| ------ | ------------------------------------------------------- | ------------------ |  | --------------------------- |
|        | رئيس الحكومة                                            | يوسف الشاهد        |  | نداء تونس                   |
|        | وزير الداخلية                                           | هشام الفراتي       |  | مستقل                       |
|        | وزير الدفاع الوطني                                      | عبد الكريم الزبيدي |  | مستقل                       |
|        | وزير العدل                                              | محمد كريم الجموسي  |  | مستقل                       |
|        | وزير الشؤون الخارجية                                    | خميس الجهيناوي     |  | نداء تونس                   |
|        | وزيرة المالية                                           | رضا شلغوم          |  | نداء تونس                   |
|        | وزير التجارة                                            | عمر الباهي         |  | مستقل                       |
|        | وزير الوظيفة العمومية وتحديث الإدارة والسياسات العمومية | كمال مرجان         |  | المبادرة                    |
|        | وزير التنمية والاستثمار والتعاون الدولي                 | زياد العذاري       |  | حركة النهضة                 |
|        | وزير الصناعة والمؤسسات الصغرى والمتوسطة                 | سليم الفرياني      |  | نداء تونس                   |
|        | وزيرة التكوين المهني والتشغيل                           | سيدة الونيسي       |  | حركة النهضة                 |
|        | وزير سياحة والصناعات التقليدية                          | روني الطرابلسي     |  | مستقل                       |
|        | وزير التربية                                            | حاتم بن سالم       |  | نداء تونس                   |
|        | وزير التعليم العالي والبحث العلمي                       | سليم خلبوس         |  | مستقل                       |
|        | وزير الصحة                                              | عبد الرؤوف الشريف  |  | مشروع تونس                  |
|        | وزير الشؤون الثقافية                                    | محمد زين العابدين  |  | نداء تونس                   |
|        | وزيرة الشباب والرياضة                                   | سنية بالشيخ        |  | نداء تونس                   |
|        | وزيرة المرأة والأسرة والطفولة                           | نزيهة العبيدي      |  | المبادرة                    |
|        | وزير الشؤون الاجتماعية                                  | محمد الطرابلسي     |  | مستقل                       |
|        | وزير النقل                                              | هشام بن أحمد       |  | نداء تونس                   |
|        | وزير أملاك الدولة والشؤون العقارية                      | الهادي الماكني     |  | نداء تونس                   |
|        | وزير الشؤون المحلية والبيئة                             | مختار الهمامي      |  | مستقل                       |
|        | وزير الفلاحة والموارد المائية والصيد البحري             | سمير الطيب         |  | المسار الديمقراطي الاجتماعي |
|        | وزير التجهيز والإسكان والتهيئة الترابية                 | نور الدين السالمي  |  | مستقل                       |
|        | وزير تكنولوجيات الاتصال والاقتصاد الرقمي                | أنور معروف         |  | حركة النهضة                 |
|        | وزير الشؤون الدينية                                     | أحمد عظوم          |  | مستقل                       |

### وزراء معتمدون
| الصورة | الحقيبة الوزارية                                                                       | الاسم             |  | الحزب       |
| ------ | -------------------------------------------------------------------------------------- | ----------------- |  | ----------- |
|        | وزير لدى رئيس الحكومة مكلف بالعلاقة مع مجلس نواب الشعب                                 | إياد الدهماني     |  | مستقل       |
|        | وزير لدى رئيس الحكومة مكلف بالهجرة والتونسيين بالخارج                                  | رضوان عيارة       |  | نداء تونس   |
|        | وزير لدى رئيس الحكومة مكلف بالعلاقة مع الهيئات الدستورية والمجتمع المدني وحقوق الإنسان | محمد الفاضل محفوظ |  | مشروع تونس  |
|        | وزير لدى رئيس الحكومة مكلف بالإصلاحات الكبرى                                           | توفيق الراجحي     |  | حركة النهضة |
|        | وزير لدى رئيس الحكومة مكلف بالاقتصاد الاجتماعي والتضامني                               | شكري بن حسن       |  | نداء تونس   |

### كتاب الدولة
| الصورة | الحقيبة الوزارية                                                                              | الاسم               |  | الحزب       |
| ------ | --------------------------------------------------------------------------------------------- | ------------------- |  | ----------- |
|        | كاتب دولة لدى وزير الصناعة والمؤسسات الصغرى والمتوسطة مكلف بالمؤسسات الصغرى والمتوسطة         | حبيب الدبابي        |  | حركة النهضة |
|        | كاتب دولة لدى وزيرة الشباب والرياضة مكلف بالرياضة                                             | أحمد قعلول          |  | حركة النهضة |
|        | كاتبة دولة لدى وزير الشؤون المحلية والبيئة                                                    | بسمة الجبالي        |  | حركة النهضة |
|        | كاتب دولة لدى وزير التعليم العالي والبحث العلمي مكلف بالبحث العلمي                            | خليل العميري        |  | حركة النهضة |
|        | كاتب دولة لدى وزير النقل                                                                      | عادل الجربوعي       |  | نداء تونس   |
|        | كاتب دولة لدى وزير الشؤون الخارجية مكلف بالدبلوماسية الاقتصادية                               | حاتم الفرجاني       |  | نداء تونس   |
|        | كاتب دولة لدى وزير الشؤون الخارجية                                                            | صبري بشطبجي         |  | مستقل       |
|        | كاتب دولة لدى وزير الفلاحة والموارد المائية والصيد البحري مكلف بالموارد المائية والصيد البحري | عبد الله الرابحي    |  | مستقل       |
|        | كاتب دولة لدى وزير التجارة مكلف بالتجارة الداخلية                                             | سمير بشوال          |  | مشروع تونس  |
|        | كاتب دولة لدى وزيرة الشباب والرياضة مكلف بالشباب                                              | عبد القدوس السعداوي |  | آفاق تونس   |

## إحصائيات
| نداء تونس                   | 8  |
| حركة النهضة                 | 6  |
| آفاق تونس                   | 4  |
| المسار الديمقراطي الاجتماعي | 1  |
| الحزب الجمهوري              | 1  |
| التحالف الديمقراطي          | 1  |
| مستقلين                     | 19 |

| نداء تونس                   | 10 |
| حركة النهضة                 | 7  |
| آفاق تونس                   | 4  |
| المسار الديمقراطي الاجتماعي | 1  |
| الحزب الجمهوري              | 1  |
| مستقلين                     | 20 |

| نداء تونس                   | 12 |
| حركة النهضة                 | 8  |
| مشروع تونس                  | 3  |
| المبادرة                    | 2  |
| المسار الديمقراطي الاجتماعي | 1  |
| آفاق تونس                   | 1  |
| مستقلين                     | 13 |

## التمثيل النسائي
منذ تولي هذه الحكومة، تولت عدة سيدات المناصب التالية:
- لمياء الزريبي: وزيرة المالية.
- سميرة مرعي: وزيرة الصحة.
- نزيهة العبيدي: وزيرة المرأة والأسرة والطفولة.
- هالة شيخ روحو: وزيرة الطاقة والمناجم والطاقات المتجددة.
- ماجدولين الشارني: وزيرة شؤون الشباب والرياضة.
- سلمى اللومي الرقيق: وزيرة السياحة والصناعات التقليدية.
- سيدة الونيسي: كاتبة دولة مكلفة بالتكوين المهني والمبادرة الخاصة ثم وزيرة التكوين المهني والتشغيل.
- سنية بالشيخ: كاتبة دولة لدى وزير الصحة ثم وزيرة شؤون الشباب والرياضة.
- فاتن قلال: كاتبة دولة مكلفة بالشباب.
- سارة رجب: كاتبة دولة لدى وزير النقل.
- بسمة الجبالي: كاتبة دولة لدى وزير الشؤون المحلية والبيئة.